# 36 av. J.-C.
Pour les articles homonymes, voir 36 (homonymie).
Cette page concerne l'année 36 av. J.-C. du calendrier julien.

## Événements
- Hiver 36 av. J.-C. : campagne de Canidius dans le Caucase[1]. Victoires sur les rois Pharnabaze II d’Ibérie et Zober d’Albanie, contraints de se rallier à Rome.
- 1er janvier : début à Rome du consulat de Marcus Cocceius Nerva et Lucius Gellius Publicola[2].
  - Octavien est déclaré « inviolable » (sacrosanctus) au début de l’année[3].
- Mars : Marc Antoine entame une campagne contre les Parthes[1] avec 113 000 hommes. Il épouse Cléopâtre VII, certainement pour légitimer leurs enfants. Elle l’accompagne jusqu’à Zeugma, sur l’Euphrate, puis se retire à Jérusalem[2],[4].

- 19 mai : éclipse solaire observée en Sicile[5],[6].
- 1er juillet : début de la campagne d'Octavien en Sicile ; la guerre est retardée d’un mois quand la flotte est mise à mal par une tempête sur les côtes de Lucanie le 3 juillet[1]. Lépide parvient à débarquer et prend Lilybée[7].
- Juillet : Marc Antoine entre en Atropatène[1]. Sur le conseil de son allié Artavasde, roi d’Arménie, Marc Antoine, à la tête de cent mille hommes, attaque l’Atropatène, royaume vassal des Parthes.
- 2 août : Sextus Pompée est battu par Agrippa à la bataille de Mylae ; la flotte de Sextus se retire vers Messine mais se heurte à Octavien qui débarque en Sicile[7].
- 15 août : la flotte d’Octavien est battue par Sextus Pompée à Tauromenium[8].
- Août : Marc Antoine commence le siège de Phraaspa, capitale de l’Atropatène[1].
- 3 septembre : Agrippa et Octavien vainquent la flotte de Sextus Pompée, maître de la Méditerranée, lors de la bataille de Nauloque en Sicile. Sextus se réfugie à Lesbos[7]. Fin de la révolte sicilienne. Octavien obtient la Sicile, la Corse et la Sardaigne.
- Septembre : déposition de Lépide après l’échec d’une insurrection contre Octavien[1]. Octavien obtient l’Afrique. Il est le seul maître de l’Occident, face à Marc Antoine, en Orient.
- Fin octobre : échec du siège de Phraaspa[1]. Marc Antoine est vaincu par l’intervention de l’armée parthe et perd dix mille hommes. Artavasde abandonne Antoine dans la retraite. Harcelé par les Parthes dans des conditions climatiques hivernales difficiles, Marc Antoine parvient en Arménie après 27 jours, mais perd vingt-cinq mille hommes.
- 13 novembre : retour d’Octavien à Rome[1].
- Hiver : Marc Antoine laisse les débris de son armée en Syrie et rentre en Égypte auprès de Cléopâtre VII[1].

- Expédition chinoise contre les Xiongnu du Kazakhstan. Leur chef Zhizhi, surpris sur les bords du fleuve Tchou, est décapité[9].
- Hérode le Grand dépose le grand-prêtre Hananel et nomme Aristobule III dernier représentant de la dynastie hasmonéenne. Devant sa popularité, Hérode envisage de le faire assassiner[2].
- Début du règne d'Archélaos, roi de Cappadoce (fin en 14 ap. J.-C.)[10].
- 9 décembre : première inscription datée retrouvée utilisant le compte long du calendrier maya[11].

## Naissances
- 31 janvier : Antonia Minor, fille de Marc Antoine et d'Octavie.
- Ptolémée Philadelphe, fils de Cléopâtre et de Marc Antoine,

## Décès
- Zhizhi, chanyu des Xiongnu.